# Janez Gorkič
Janez Gorkič, slovenski rimskokatoliški duhovnik, salezijanec in vzgojitelj, * 24. avgust 1907, Vrtojba, † 22. december 1990 Lanuvio v bližini Rima, Italija.

## Življenje in delo
V času 1. svetovne vojne se je družina preselila v notranjost Kranjske. Leta 1919 je deček Janez prišel na Rakovnik in tu pri salezijancih končal ljudsko šolo, odšel 1920 v Veržej, kjer je 1924 končal nižjo gimnazijo. V šolskem letu 1924/1925 je na Radni pri Sevnici delal noviciat, ga nadaljeval v kraju Este pri Padovi, ter tam 1925 naredil redovne zaobljube. Študij filozofije je končal v zavodu Valasalice, vzgojno prakso pa opravljal v Foglizzu in Castelnuovu ter v letih 1930−1934 študiral bogoslovje v Crocetti pri Torinu. V mašnika je bil posvečen 8. avgusta 1934 v Torinu. Do leta 1943 je služboval v raznih krajih Italije. Leta 1943 je postal ravnatelj Visoke teološke šole na Crocetti, isto leto je odšel v Združene države Amerike, kje je postal ravnatelj salezijanske skupnosti in magister noviciata, kasneje pa je isto službo opravljal v Rimu. Leta 1975 je prišel v Lanuvio kjer je ostal do smrti. Gorkič se je kot izkušen ravnatelj žrtvoval za vzgojo mladih, bil cenjen tudi pri Italijanih ter bil vse življenje tesno povezan s slovenskimi salezijanci.